# Hannu Raittila

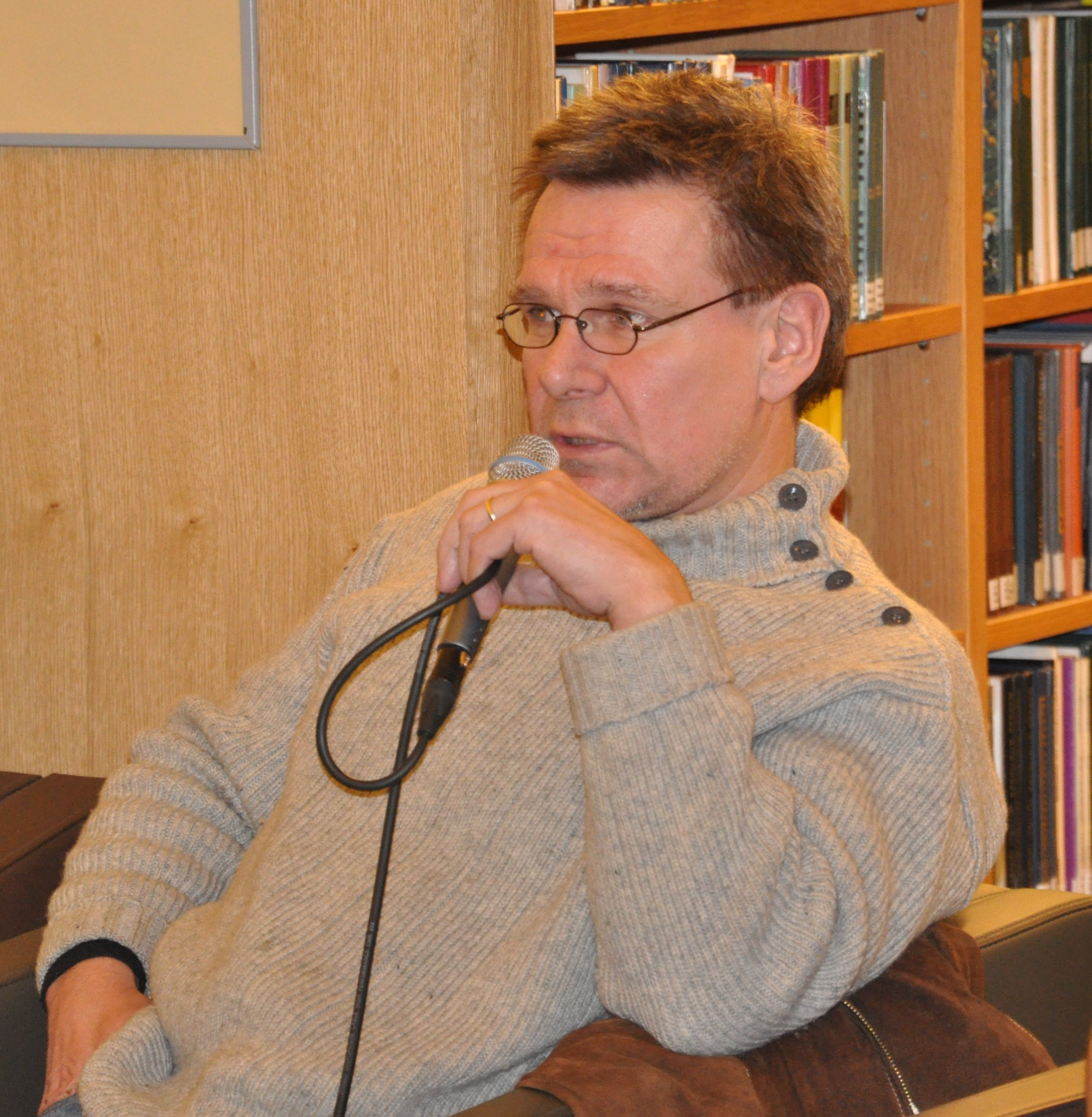
Hannu Raittila (2009)

Hannu Raittila (23 november 1956, Helsinki) is een Finse schrijver en columnist.

## Biografie
Raittila groeide op in Helsinki in de wijk Katajanokka, in de buurt van de haven en de gevangenis. Aan de universiteit van Helsinki studeerde hij politieke geschiedenis, sociologie, staatskunde en filosofie. Tegenwoordig woont hij in Anttola.
Bij de Finse krant Aamulehti was hij van 1982 tot 1986 televisierecensent en van 1988 tot 1992 columnist. 
In 1995 en 1996 was hij columnist bij de krant Turun Sanomat en van 2003 tot en met 2005 bij de belangrijkste krant van Finland, Helsingin Sanomat.
Raittila's stijl is laconiek. Zijn romans zijn satirisch van toon en de handelingen hebben een grotesk verloop.
Zijn werk is niet in het Nederlands vertaald, maar wel in het Duits, Engels, Hongaars en Zweeds.
Raittila heeft verschillende literaire prijzen ontvangen, waaronder in 2001 de Finlandiaprijs voor zijn roman Canal Grande.

### Romans
- Ei minulta mitään puutu, 1998
- Canal Grande, 2001
- Atlantis, 2003
- Pamisoksen purkaus, 2005
- Kirjailijaelämää, 2006

### Verhalenbundels
- Pakosarja, 1993
- Ilmalaiva Finlandia, 1994
- Pohjoinen puhuu, 1997
- Miesvahvuus, 1999
- Linja. Kaksikymmentä ensimmäistä, 2000

### Essaybundels
- Rahat vai kolmipyörä ja muita kirjoituksia, 2002
- Liikkumaton liikuttaja, 2004
- Mitä voi sanoa? Keskustelukirjeitä kuolemasta, 2007 (samen met Juhani Syrjä)

### Hoorspelen
- Matokuningas, 1990
- Massaulosvetäjä, 1990
- Totuuden henki, 1990
- Avautumisvaihe, 1990
- Saari, 1992
- Kantolan perhe, 1991–

### Toneelstukken
- Leningradin yö, 1991
- Presidentinvaunu, 1990

### Filmscenario
- Matokuningas, 1992

## Prijzen
- Eerste prijs bij een kinder- en jeugdhoorspelenwedstrijd van Yleisradio 1990 (Matokuningas)
- Kalevi Jäntti-prijs 1994
- Literatuur prijs van de Olvi-stichting 1998
- Finlandiaprijs 2001